# Duitsland op de Olympische Winterspelen 2018
Duitsland was een van de deelnemende landen aan de Olympische Winterspelen 2018 in Pyeongchang, Zuid-Korea.

## Medailleoverzicht
| Sport              | Olympiër                                                         | Onderdeel                | Medaille |
| ------------------ | ---------------------------------------------------------------- | ------------------------ | -------- |
| Biatlon            | Arnd Peiffer                                                     | sprint (m)               | Goud     |
| Biatlon            | Laura Dahlmeier                                                  | sprint (v)               | Goud     |
| Biatlon            | Laura Dahlmeier                                                  | achtervolging (v)        | Goud     |
| Bobsleeën          | Francesco Friedrich Thorsten Margis                              | tweemansbob (m)          | Goud     |
| Bobsleeën          | Francesco Friedrich Candy Bauer Martin Grothkopp Thorsten Margis | viermansbob (m)          | Goud     |
| Bobsleeën          | Mariama Jamanka Lisa Buckwitz                                    | tweemansbob (v)          | Goud     |
| Kunstrijden        | Aliona Savchenko Bruno Massot                                    | paren                    | Goud     |
| Noordse combinatie | Eric Frenzel                                                     | gundersen normale schans | Goud     |
| Noordse combinatie | Johannes Rydzek                                                  | gundersen grote schans   | Goud     |
| Noordse combinatie | Eric Frenzel Vinzenz Geiger Fabian Rießle Johannes Rydzek        | landenwedstrijd          | Goud     |
| Rodelen            | Tobias Wendl Tobias Arlt                                         | dubbels                  | Goud     |
| Rodelen            | Natalie Geisenberger                                             | vrouwen                  | Goud     |
| Rodelen            | Natalie Geisenberger Johannes Ludwig Tobias Wendl Tobias Arlt    | estafette                | Goud     |
| Schansspringen     | Andreas Wellinger                                                | normale schans (m)       | Goud     |
| Biatlon            | Simon Schempp                                                    | 15 km massastart (m)     | Zilver   |
| Bobsleeën          | Nico Walther Kevin Kuske Alexander Rödiger Eric Franke           | viermansbob (m)          | Zilver   |
| Noordse combinatie | Fabian Rießle                                                    | gundersen grote schans   | Zilver   |
| Rodelen            | Dajana Eitberger                                                 | vrouwen                  | Zilver   |
| Schansspringen     | Andreas Wellinger                                                | grote schans (m)         | Zilver   |
| Schansspringen     | Karl Geiger Stephan Leyhe Richard Freitag Andreas Wellinger      | landenteam               | Zilver   |
| Schansspringen     | Katharina Althaus                                                | normale schans (v)       | Zilver   |
| Skeleton           | Jacqueline Lölling                                               | vrouwen                  | Zilver   |
| Snowboarden        | Selina Jörg                                                      | parallelreuzenslalom (v) | Zilver   |
| IJshockey          | landenteam                                                       | mannen                   | Zilver   |
| Biatlon            | Benedikt Doll                                                    | achtervolging (m)        | Brons    |
| Biatlon            | Erik Lesser Benedikt Doll Arnd Peiffer Simon Schempp             | estafette (m)            | Brons    |
| Biatlon            | Laura Dahlmeier                                                  | 15 km individueel (v)    | Brons    |
| Noordse combinatie | Eric Frenzel                                                     | gundersen grote schans   | Brons    |
| Rodelen            | Johannes Ludwig                                                  | mannen                   | Brons    |
| Rodelen            | Toni Eggert Sascha Benecken                                      | dubbels                  | Brons    |
| Snowboarden        | Ramona Theresia Hofmeister                                       | parallelreuzenslalom (v) | Brons    |

## Deelnemers en resultaten
(m) = mannen, (v) = vrouwen 

### Alpineskiën
| Olympiër                                                | Onderdeel        | Resultaat | Prestatie                                                           |
| ------------------------------------------------------- | ---------------- | --------- | ------------------------------------------------------------------- |
| Fritz Dopfer                                            | reuzenslalom (m) | 26e       | 1e run: 1.10,69 (19e) 2e run: 1.11,38 (26e) totaal: 2.22,07 (+4,03) |
| Fritz Dopfer                                            | slalom (m)       | 20e       | 1e run: 49,79 (22e) 2e run: 51,48 (17e) totaal: 1.41,27 (+2,28)     |
| Thomas Dreßen                                           | combinatie (m)   | 9e        | afdaling: 1.19,24 (1e) slalom: 49,72 (24e) totaal: 2.08,96 (+2,44)  |
| Thomas Dreßen                                           | afdaling (m)     | 5e        | 1.41,03 (+0,78)                                                     |
| Thomas Dreßen                                           | super g (m)      | 12e       | 1.25,51 (+1,07)                                                     |
| Josef Ferstl                                            | combinatie (m)   | DNF       | afdaling: 1.21,95 (36e) slalom: niet gestart                        |
| Josef Ferstl                                            | afdaling (m)     | 25e       | 1.42,98 (+2,73)                                                     |
| Josef Ferstl                                            | super g (m)      | 27e       | 1.26,81 (+2,37)                                                     |
| Andreas Sander                                          | combinatie (m)   | DNF       | afdaling: 1.21,68 (32e) slalom: niet gestart                        |
| Andreas Sander                                          | afdaling (m)     | 10e       | 1.41,62 (+1,37)                                                     |
| Andreas Sander                                          | super g (m)      | 8e        | 1.25,21 (+0,77)                                                     |
| Alexander Schmid                                        | reuzenslalom (m) | DNF       | 1e run: niet gefinisht                                              |
| Linus Straßer                                           | combinatie (m)   | DNF       | afdaling: 1.22,03 (39e) slalom: niet gefinisht                      |
| Linus Straßer                                           | reuzenslalom (m) | 22e       | 1e run: 1.11,54 (30e) 2e run: 1.10,13 (4e) totaal: 2.21,67 (+3,63)  |
| Linus Straßer                                           | slalom (m)       | DNF       | 1e run: niet gefinisht                                              |
|                                                         |                  |           |                                                                     |
| Lena Dürr                                               | slalom (v)       | DNF       | 1e run: niet gefinisht                                              |
| Christina Geiger                                        | slalom (v)       | DNF       | 1e run: 51,44 (19e) 2e run: niet gefinisht                          |
| Viktoria Rebensburg                                     | afdaling (v)     | 9e        | 1.40,64 (+1,42)                                                     |
| Viktoria Rebensburg                                     | reuzenslalom (v) | 4e        | 1e run: 1.11,45 (8e) 2e run: 1.09,15 (3e) totaal: 2.20,60 (+0,58)   |
| Viktoria Rebensburg                                     | super g (v)      | 10e       | 1.21,62 (+0,51)                                                     |
| Marina Wallner                                          | slalom (v)       | 19e       | 1e run: 51,12 (12e) 2e run: 50,98 (22e) totaal: 1.42,10 (+3,47)     |
| Kira Weidle                                             | afdaling (v)     | 11e       | 1.41,01 (+1,79)                                                     |
| Kira Weidle                                             | super g (v)      | DNF       | niet gefinisht                                                      |
|                                                         |                  |           |                                                                     |
| Lena Dürr Marina Wallner Alexander Schmid Linus Straßer | landenwedstrijd  |           | 1/8F: wonnen van Slowakije KF: verloren van Zwitserland             |

### Biatlon
| Olympiër                                                             | Onderdeel          | Resultaat | Prestatie |
| -------------------------------------------------------------------- | ------------------ | --------- | --- |
| Benedikt Doll                                                        | sprint (m)         | 6e        | 23.56,4 (+17,6) pen.: 1 (0 + 1)                                                                               |
| Benedikt Doll                                                        | achtervolging (m)  | Brons     | 33.06,8 (+15,1) pen.: 1 (0 + 1 + 0 + 0)                                                                       |
| Benedikt Doll                                                        | massastart (m)     | 5e        | 36.06,1 (+18,8) pen.: 1 (0 + 0 + 1 + 0)                                                                       |
| Johannes Kühn                                                        | individueel (m)    | 58e       | 53.36,6 (+5.32,8) pen.: 6 (1 + 1 + 1 + 3)                                                                     |
| Erik Lesser                                                          | individueel (m)    | 9e        | 49.31,1 (+1.27,3) pen.: 1 (0 + 1 + 0 + 0)                                                                     |
| Erik Lesser                                                          | sprint (m)         | 11e       | 24.10,7 (+31,9) pen.: 1 (0 + 1)                                                                               |
| Erik Lesser                                                          | achtervolging (m)  | 11e       | 34.27,6 (+1.35,9) pen.: 2 (0 + 0 + 1 + 1)                                                                     |
| Erik Lesser                                                          | massastart (m)     | 4e        | 35.58,9 (+11,6) pen.: 2 (0 + 0 + 0 + 2)                                                                       |
| Arnd Peiffer                                                         | individueel (m)    | 21e       | 50.29,6 (+2.25,8) pen.: 3 (0 + 0 + 3 + 0)                                                                     |
| Arnd Peiffer                                                         | sprint (m)         | Goud      | 23.38,8 pen.: 0 (0 + 0)                                                                                       |
| Arnd Peiffer                                                         | achtervolging (m)  | 8e        | 34.05,8 (+1.14,1) pen.: 3 (0 + 0 + 1 + 2)                                                                     |
| Arnd Peiffer                                                         | massastart (m)     | 13e       | 36.47,5 (+1.00,2) pen.: 4 (1 + 0 + 1 + 2)                                                                     |
| Simon Schempp                                                        | individueel (m)    | 36e       | 51.54,8 (+3.51,0) pen.: 4 (2 + 2 + 0 + 0)                                                                     |
| Simon Schempp                                                        | sprint (m)         | 7e        | 24.00,2 (+21,4) pen.: 1 (0 + 1)                                                                               |
| Simon Schempp                                                        | achtervolging (m)  | 5e        | 33.54,4 (+1.02,7) pen.: 3 (0 + 0 + 1 + 2)                                                                     |
| Simon Schempp                                                        | massastart (m)     | Zilver    | 35.47,3 (+0,0) pen.: 1 (0 + 0 + 0 + 1)                                                                        |
| Erik Lesser Benedikt Doll Arnd Peiffer Simon Schempp                 | estafette (m)      | Brons     | 18.23,6 / 0+0 0+1 19.48,2 / 0+0 2+3 18.23,8 / 0+0 0+0 20.48,0 / 0+3 1+3 totaal: 1:17.23,6 / 0+3 3+7 (+2.07,1) |
|                                                                      |                    |           | |
| Laura Dahlmeier                                                      | individueel (v)    | Brons     | 41.48,4 (+41,2) pen.: 1 (1 + 0 + 0 + 0)                                                                       |
| Laura Dahlmeier                                                      | sprint (v)         | Goud      | 21.06,2 pen.: 0 (0 + 0)                                                                                       |
| Laura Dahlmeier                                                      | achtervolging (v)  | Goud      | 30.35,3 pen.: 1 (0 + 1 + 0 + 0)                                                                               |
| Laura Dahlmeier                                                      | massastart (v)     | 16e       | 37.10,1 (+1.47,1) / 0+0 1+0                                                                                   |
| Maren Hammerschmidt                                                  | individueel (v)    | 17e       | 44.28,0 (+3.20,8) pen.: 3 (1 + 1 + 0 + 1)                                                                     |
| Denise Herrmann                                                      | sprint (v)         | 21e       | 22.25,8 (+1.19,6) pen.: 2 (0 + 2)                                                                             |
| Denise Herrmann                                                      | achtervolging (v)  | 6e        | 31.54,7 (+1.19,4) pen.: 2 (1 + 0 + 0 + 1)                                                                     |
| Denise Herrmann                                                      | massastart (v)     | 11e       | 36.27,2 (+1.04,2) / 0+0 2+0                                                                                   |
| Franziska Hildebrand                                                 | individueel (v)    | 9e        | 43.38,6 (+2.31,4) pen.: 1 (0 + 1 + 0 + 0)                                                                     |
| Franziska Hildebrand                                                 | sprint (v)         | 12e       | 21.59,9 (+53,7) pen.: 1 (0 + 1)                                                                               |
| Franziska Hildebrand                                                 | achtervolging (v)  | 12e       | 32.36,5 (+2.01,2) pen.: 3 (2 + 1 + 0 + 0)                                                                     |
| Vanessa Hinz                                                         | sprint (v)         | 5e        | 21.46,5 (+40,3) pen.: 1 (0 + 1)                                                                               |
| Vanessa Hinz                                                         | achtervolging (v)  | 13e       | 32.41,4 (+2.06,1) pen.: 4 (1 + 1 + 2 + 0)                                                                     |
| Vanessa Hinz                                                         | massastart (v)     | 25e       | 38.52,4 (+3.29,4) / 2+1 0+1                                                                                   |
| Franziska Preuß                                                      | individueel (v)    | 4e        | 42.06,9 (+59,7) pen.: 0 (0 + 0 + 0 + 0)                                                                       |
| Franziska Preuß                                                      | massastart (v)     | 12e       | 36.39,9 (+1.15,9) / 0+0 1+0                                                                                   |
| Franziska Preuß Denise Herrmann Franziska Hildebrand Laura Dahlmeier | estafette (v)      | 8e        | 17.49,6 / 0+0 1+3 19.07,4 / 0+0 1+3 18.33,9 / 1+3 0+1 17.26,4 / 0+0 0+1 totaal: 1:12.57,3 / 1+3 2+8 (+53,9)   |
|                                                                      |                    |           | |
| Vanessa Hinz Laura Dahlmeier Erik Lesser Arnd Peiffer                | gemengde estafette | 4e        | 15.46,3 / 0+0 0+0 16.02,3 / 0+0 0+1 18.14,7 / 0+0 0+1 18.58,2 / 0+2 1+3 totaal: 1:09.01,5 / 0+2 1+5 (+27,2)   |

### Bobsleeën
| Olympiër                                                          | Onderdeel       | Resultaat | Prestatie                               |
| ----------------------------------------------------------------- | --------------- | --------- | --------------------------------------- |
| Francesco Friedrich Thorsten Margis                               | tweemansbob (m) | Goud      | 3.16,86 (49,22 / 49,46 / 48,96 / 49,22) |
| Johannes Lochner Christopher Weber                                | tweemansbob (m) | 5e        | 3.17,14 (49,24 / 49,34 / 49,09 / 49,47) |
| Nico Walther Christian Poser                                      | tweemansbob (m) | 4e        | 3.17,06 (49,12 / 49,27 / 49,27 / 49,35) |
| Francesco Friedrich Candy Bauer Martin Grothkopp Thorsten Margis  | viermansbob (m) | Goud      | 3.15,85 (48,54 / 49,01 / 48,76 / 49,54) |
| Johannes Lochner Christian Poser Christopher Weber Christian Rasp | viermansbob (m) | 8e        | 3.17,11 (48,95 / 49,26 / 49,10 / 48,80) |
| Nico Walther Kevin Kuske Alexander Rödiger Eric Franke            | viermansbob (m) | Zilver    | 3.16,38 (48,74 / 49,16 / 48,90 / 49,58) |
|                                                                   |                 |           |                                         |
| Mariama Jamanka Lisa-Marie Buckwitz                               | tweemansbob (v) | Goud      | 3.22,45 (50,54 / 50,72 / 50,49 / 50,70) |
| Anna Köhler Erline Nolte                                          | tweemansbob (v) | 13e       | 3.25,28 (51,21 / 51,20 / 51,46 / 51,41) |
| Stephanie Schneider Annika Drazek                                 | tweemansbob (v) | 4e        | 3.22,97 (50,63 / 50,93 / 50,71 / 50,70) |

### Freestyleskiën
| Olympiër          | Onderdeel      | Resultaat    | Prestatie                                                                                           |
| ----------------- | -------------- | ------------ | --------------------------------------------------------------------------------------------------- |
| Paul Eckert       | skicross (m)   | 1/8F         | plaatsingsronde: 1.10,06 (+1,32); 10e 1/8F, serie 7: 3e                                             |
| Tim Hronek        | skicross (m)   | 1/8F         | plaatsingsronde: 1.10,27 (+1,53); 20e 1/8F, serie 4: 3e                                             |
| Florian Wilmsmann | skicross (m)   | 1/8F         | plaatsingsronde: 1.10,33 (+1,59); 21e 1/8F, serie 3: 4e                                             |
|                   |                |              | |
| Sabrina Cakmakli  | halfpipe (v)   | 8e           | kwalificatie: 81.80 - 31.40 pnt finale: 74.20 - 17.80 - 13.60 pnt                                   |
| Léa Bouard        | moguls (v)     | kwalificatie | kwalificatie 1: 55.71 punten (24e) kwalificatie 2: 55.71 - 65.08 (15e)                              |
| Katharina Förster | moguls (v)     | 13e          | kwalificatie 1: 63.17 punten (23e) kwalificatie 2: 63.17 - 69.38 (10e) finale 1: 72.33 punten (13e) |
| Julia Eichinger   | skicross (v)   | 1/8F         | plaatsingsronde: 1.17,56 (+4,45); 20e 1/8F, serie 4: 3e                                             |
| Kea Kühnel        | slopestyle (v) | kwalificatie | kwalificatie: 19.40 - 59.60 pnt                                                                     |

### Kunstrijden
| Olympiër                                                                                       | Onderdeel | Resultaat | Prestatie |
| ---------------------------------------------------------------------------------------------- | --------- | --------- | --- |
| Paul Fentz                                                                                     | mannen    | 22e       | 214.55 (korte kür: 74.73, vrije kür: 139.82) |
|                                                                                                |           |           | |
| Nicole Schott                                                                                  | vrouwen   | 18e       | 168.46 (korte kür: 59.20, vrije kür: 109.26) |
|                                                                                                |           |           | |
| Annika Hocke Ruben Blommaert                                                                   | paren     | 16e       | 171.98 (korte kür: 63.04, vrije kür: 108.94) |
| Aliona Savchenko Bruno Massot                                                                  | paren     | Goud      | 235.90 (korte kür: 76.59, vrije kür: 159.31) |
|                                                                                                |           |           | |
| Kavita Lorenz Panagiotis Polizoakis                                                            | ijsdansen | 16e       | 150.49 (korte kür: 59.99, vrije kür: 90.50) |
|                                                                                                |           |           | |
| Paul Fentz Nicole Schott Aliona Savchenko / Bruno Massot Kavita Lorenz / Panagiotis Polizoakis | team      | 7e        | mannen korte kür: 2 pnt (66,32 pnt) vrouwen korte kür: 3 pnt (55,32 pnt) paren korte kür: 8 pnt (75,36 pnt) ijsdansen korte kür: 3 pnt (56,88 pnt) totaal: 16 punten |

### Langlaufen
| Olympiër                                                       | Onderdeel             | Resultaat    | Prestatie                                                      |
| -------------------------------------------------------------- | --------------------- | ------------ | -------------------------------------------------------------- |
| Thomas Bing                                                    | sprint (m)            | KF           | kwalificatie: 3.16,66 (+8,12); 22e KF-5: 3.18,64 (+1,18); 3e   |
| Thomas Bing                                                    | 30 km skiatlon (m)    | 11e          | 1:17.03,7 (+43,7)                                              |
| Thomas Bing                                                    | 50 km klassiek (m)    | 30e          | 2:18.41,1 (+10.19,0)                                           |
| Lucas Bögl                                                     | 15 km vrije stijl (m) | 15e          | 35.04,7 (+1.20,8)                                              |
| Lucas Bögl                                                     | 30 km skiatlon (m)    | 16e          | 1:17.19,9 (+59,9)                                              |
| Lucas Bögl                                                     | 50 km klassiek (m)    | 46e          | 2:23.42,8 (+15.20,7)                                           |
| Jonas Dobler                                                   | 30 km skiatlon (m)    | 22e          | 1:17.56,6 (+1.36,6)                                            |
| Jonas Dobler                                                   | 50 km klassiek (m)    | DNF          | niet gefinisht                                                 |
| Sebastian Eisenlauer                                           | sprint (m)            | KF           | kwalificatie: 3.15,06 (+6,52); 16e KF-4: 3.15,77 (+7,45); 6e   |
| Sebastian Eisenlauer                                           | 15 km vrije stijl (m) | 32e          | 36.03,8 (+2.19,9)                                              |
| Andreas Katz                                                   | 15 km vrije stijl (m) | 25e          | 35.38,3 (+1.54,4)                                              |
| Andreas Katz                                                   | 30 km skiatlon (m)    | 35e          | 1:19.49,2 (+3.29,2)                                            |
| Andreas Katz                                                   | 50 km klassiek (m)    | 14e          | 2:13.32,3 (+5.10,2)                                            |
| Thomas Bing Sebastian Eisenlauer                               | teamsprint (m)        | 10e          | halve finale-1: 16.00,55 (+1,71); 3e finale: 16.42,20 (+45,94) |
| Andreas Katz Thomas Bing Lucas Bögl Jonas Dobler               | estafette (m)         | 6e           | 25.55,2 25.17,2 21.56,6 22.03,8 totaal: 1:35.13,1 (+2.08,2)    |
|                                                                |                       |              |                                                                |
| Stefanie Böhler                                                | 10 km vrije stijl (v) | 25e          | 27.21,8 (+2.21,3)                                              |
| Stefanie Böhler                                                | 15 km skiatlon (v)    | 25e          | 43.02,6 (+2.17,7)                                              |
| Stefanie Böhler                                                | 30 km klassiek (v)    | 16e          | 1:28.42,2 (+6.24,6)                                            |
| Victoria Carl                                                  | 10 km vrije stijl (v) | 19e          | 27.04,6 (+2.04,1)                                              |
| Victoria Carl                                                  | 15 km skiatlon (v)    | 20e          | 42.54,4 (+2.09,5)                                              |
| Victoria Carl                                                  | 30 km klassiek (v)    | 25e          | 1:32.42,4 (+10.24,8)                                           |
| Katharina Hennig                                               | sprint (v)            | KF           | kwalificatie: 3.22,64 (+13,90); 25e KF-5: 3.19,55 (+7,77); 6e  |
| Katharina Hennig                                               | 15 km skiatlon (v)    | 22e          | 43.00,2 (+2.15,3)                                              |
| Katharina Hennig                                               | 30 km klassiek (v)    | 19e          | 1:29,48,9 (+7.31,3)                                            |
| Hanna Kolb                                                     | sprint (v)            | kwalificatie | kwalificatie: 3.27,84 (+19,10); 36e                            |
| Sandra Ringwald                                                | sprint (v)            | KF           | kwalificatie: 3.18,43 (+9,69); 16e KF-3: 3.13,76 (+2,68); 3e   |
| Sandra Ringwald                                                | 10 km vrije stijl (v) | 26e          | 27.24,7 (+2.24,2)                                              |
| Elisabeth Schicho                                              | sprint (v)            | KF           | kwalificatie: 3.23,26 (+14,52); 26e KF-4: 3.24,26 (+9,97); 6e  |
| Nicole Fessel Sandra Ringwald                                  | teamsprint (v)        | 10e          | halve finale-1: 16.51,67 (+18,39) finale: 17.06,57 (+1.10,10)  |
| Stefanie Böhler Katharina Hennig Victoria Carl Sandra Ringwald | estafette (v)         | 6e           | 14.16,4 13.53,9 12.37,9 12.25,5 totaal: 53.19,7 (+1.49,4)      |

### Noordse combinatie
| Olympiër                                                  | Onderdeel                | Resultaat | Prestatie |
| --------------------------------------------------------- | ------------------------ | --------- | --- |
| Eric Frenzel                                              | gundersen normale schans | Goud      | schansspringen: 121.7 pnt (106,5 m); 5e (+0,36) langlaufen: 24.15,4 (6e) totaal: 24.51,4                                                                             |
| Eric Frenzel                                              | gundersen grote schans   | Brons     | schansspringen: 132.9 pnt (136,5 m); 4e (+0,24) langlaufen: 23.29,3 (7e) totaal: 23.53,3 (+0,8)                                                                      |
| Vinzenz Geiger                                            | gundersen normale schans | 9e        | schansspringen: 105.4 pnt (103,5 m); 13e (+1,41) langlaufen: 24.15,9 (7e) totaal: 25.56,9 (+1.05,5)                                                                  |
| Vinzenz Geiger                                            | gundersen grote schans   | 7e        | schansspringen: 124.0 pnt (129,0 m); 9e (+1,00) langlaufen: 23.42,6 (13e) totaal: 24.42,6 (+50,1)                                                                    |
| Fabian Rießle                                             | gundersen normale schans | 7e        | schansspringen: 99.9 pnt (94,5 m); 16e (+2,03) langlaufen: 23.53,7 (4e) totaal: 25.56,7) (+1.05,3)                                                                   |
| Fabian Rießle                                             | gundersen grote schans   | Zilver    | schansspringen: 130.3 pnt (130,5 m); 6e (+0,34) langlaufen: 23.19,9 (3e) totaal: 23.52,9 (+0,4)                                                                      |
| Johannes Rydzek                                           | gundersen normale schans | 5e        | schansspringen: 109.1 pnt (101,0 m); 11e (+1.26) langlaufen: 23.53,3 (3e) totaal: 25.19,3 (+27,9)                                                                    |
| Johannes Rydzek                                           | gundersen grote schans   | Goud      | schansspringen: 131.2 pnt (133,5 m); 5e (+0,31) langlaufen: 23.21,5 (4e) totaal: 23.52,5                                                                             |
| Vinzenz Geiger Fabian Rießle Eric Frenzel Johannes Rydzek | landenwedstrijd          | Goud      | 102.6 pnt (129,5 m) - 11.33,8 109.2 pnt (1275 m) - 11.24,1 123.6 pnt (137,0 m) - 11.05,4 129.3 pnt (138,0 m) - 12.00,5 totaal: 46.09,8 (464.7 pnt; 2e - 46.03,8; 1e) |

### Rodelen
| Olympiër                                                | Onderdeel | Resultaat | Prestatie |
| ------------------------------------------------------- | --------- | --------- | --- |
| Andi Langenhan                                          | mannen    | 10e       | run 1: 48,083 (+0,431) (18e) run 2: 47,850 (+0,225) (8e) run 3: 47,630 (+0,096) (7e) run 4: 47,870 (+0,395) (13e) totaal: 3.11,433 (+0,731) |
| Felix Loch                                              | mannen    | 5e        | run 1: 47,674 (+0,022) (2e) run 2: 47,625 (1e) run 3: 47,560 (+0,026) (2e) run 4: 48,109 (+0,634) (19e) totaal: 3.10,968 (+0,266)           |
| Johannes Ludwig                                         | mannen    | Brons     | run 1: 47,764 (+0,112) (3e) run 2: 47,940 (+0,315) (14e) run 3: 47,625 (+0,091) (6e) run 4: 47,603 (+0,128) (3e) totaal: 3.10,932 (+0,230)  |
| Toni Eggert Sascha Benecken                             | dubbels   | Brons     | totaal: 1.31,987 (+0,290) 1e run: 45,931 (+0,111) (3e) 2e run: 46,056 (+0,179) (3e)                                                         |
| Tobias Wendl Tobias Arlt                                | dubbels   | Goud      | totaal: 1.31,697 1e run: 45,820 (1e) 2e run: 45,877 (1e)                                                                                    |
|                                                         |           |           | |
| Dajana Eitberger                                        | vrouwen   | Zilver    | 3.05,599 (46,381 (7e) / 46,193 (2e) / 46,577 (7e) / 46,448 (1e))                                                                            |
| Natalie Geisenberger                                    | vrouwen   | Goud      | 3.05,232 (46,245 (1e) / 46,209 (3e) / 46,280 (1e) / 46,498 (2e))                                                                            |
| Tatjana Hüfner                                          | vrouwen   | 4e        | 3.05,713 (46,322 (3e) / 46,339 (6e) / 46,392 (2e) / 46,660 (5e))                                                                            |
|                                                         |           |           | |
| Natalie Geisenberger Johannes Ludwig T. Wendl / T. Arlt | estafette | Goud      | 46,870 (1e) 48,822 (5e) 48,825 (1e) totaal: 2.24,517                                                                                        |

### Schaatsen
| Olympiër                                                | Onderdeel                | Resultaat | Prestatie                                                     |
| ------------------------------------------------------- | ------------------------ | --------- | ------------------------------------------------------------- |
| Patrick Beckert                                         | 5000 m (m)               | 10e       | 6.17,91 (+8,15)                                               |
| Patrick Beckert                                         | 10.000 m (m)             | 7e        | 13.01,94 (+22,17)                                             |
| Joel Dufter                                             | 500 m (m)                | 29e       | 35,50(6) (+1,09)                                              |
| Joel Dufter                                             | 1000 m (m)               | 14e       | 1.09,46 (+1,51)                                               |
| Moritz Geisreiter                                       | 5000 m (m)               | 12e       | 6.18,34 (+8,58)                                               |
| Moritz Geisreiter                                       | 10.000 m (m)             | 9e        | 13.06,35 (+26,58)                                             |
| Nico Ihle                                               | 500 m (m)                | 8e        | 34,89 (+0,48)                                                 |
| Nico Ihle                                               | 1000 m (m)               | 8e        | 1.08,93 (+0,98)                                               |
|                                                         |                          |           |                                                               |
| Judith Dannhauer                                        | 500 m (v)                | 16e       | 38,534 (+1,59)                                                |
| Judith Dannhauer                                        | 1000 m (v)               | 26e       | 1.17,41 (+3,85)                                               |
| Roxanne Dufter                                          | 1500 m (v)               | 24e       | 2.00,33 (+5,98)                                               |
| Roxanne Dufter                                          | 3000 m (v)               | 23e       | 4.16,87 (+17,66)                                              |
| Gabriele Hirschbichler                                  | 1000 m (v)               | 15e       | 1.16,03 (+2,47)                                               |
| Gabriele Hirschbichler                                  | 1500 m (v)               | 12e       | 1.58,24 (+3,89)                                               |
| Claudia Pechstein                                       | 3000 m (v)               | 9e        | 4.04,49 (+5,28)                                               |
| Claudia Pechstein                                       | 5000 m (v)               | 8e        | 7.05,43 (+15,20)                                              |
| Claudia Pechstein                                       | massastart (v)           | 13e       | HF-2: 5 pnt; 4e (8.35,69) finale: 0 pnt; 13e (8.41,45)        |
| Michelle Uhrig                                          | 1000 m (v)               | 31e       | 1.20,81 (+7,25)                                               |
| Roxanne Dufter Gabriele Hirschbichler Claudia Pechstein | ploegenachtervolging (v) | 6e        | KF: 3.02,65 (6e) C-finale: verloren van China 3.04,67 (+4,63) |

### Schansspringen
| Olympiër                                                    | Onderdeel           | Resultaat | Prestatie |
| ----------------------------------------------------------- | ------------------- | --------- | --- |
| Markus Eisenbichler                                         | normale schans (m)  | 8e        | kwalificatie: 127.7 pnt (102,5 m); 6e finale: 240.2 pnt (121.6 (106,0 m); 7e - 118.6 (106,5 m); 9e) |
| Markus Eisenbichler                                         | grote schans (m)    | 14e       | kwalificatie: 123.6 (135,0 m); 9e finale: 255.4 pnt (128.7 (130,0 m); 16e - 126.7 (130,5 m); 10e) |
| Richard Freitag                                             | normale schans (m)  | 9e        | kwalificatie: 129.1 pnt (102,0 m); 4e finale: 240.0 pnt (125.5 (106,0 m); 4e - 114.5 (102,5 m); 13e) |
| Richard Freitag                                             | grote schans (m)    | 9e        | kwalificatie: 116.8 (130,0 m); 13e finale: 260.0 pnt (131.5 (130,0 m); 11e - 128.5 (127,5 m); 8e) |
| Karl Geiger                                                 | normale schans (m)  | 10e       | kwalificatie: 125.5 pnt (102,0 m); 7e finale: 236.7 pnt (120.3 (103,5 m); 8e - 116.4 (105,0 m); 12e) |
| Karl Geiger                                                 | grote schans (m)    | 7e        | kwalificatie: 117.7 (130,5 m); 12e finale: 267.6 pnt (129.5 (132,0 m); 14e - 138.1 (137,5 m); 7e) |
| Andreas Wellinger                                           | normale schans (m)  | Goud      | kwalificatie: 133.5 pnt (103,0 m); 1e finale: 259.3 pnt (124.9 (104,5 m); 5e - 134.4 (113,5 m); 1e) |
| Andreas Wellinger                                           | grote schans (m)    | Zilver    | kwalificatie: 127.1 (135,0 m); 4e finale: 282.3 pnt (138.8 (135,5 m); 3e - 143.5 (142,0 m); 2e) |
| Karl Geiger Stephan Leyhe Richard Freitag Andreas Wellinger | landenwedstrijd (m) | Zilver    | 271.1 pnt (139.4 (136,0 m) - 131.7 (134,0 m)) 250.1 pnt (124.1 (128,0 m) - 126.0 (129,0 m)) 270.8 pnt (134.5 (134,5 m - 135.8 (134,5 m) 284.2 pnt (145.9 (140,0 m) - 138.3 (134,5 m)) totaal: 1075.7 (543.9; 2e - 531.8; 2e) |
|                                                             |                     |           | |
| Katharina Althaus                                           | normale schans (v)  | Zilver    | 252.6 pnt (123.2 (106,5 m); 2e - 129.4 (106,0 m); 2e) |
| Juliane Seyfarth                                            | normale schans (v)  | 10e       | 194.3 pnt (108.3 (102,5 m); 8e - 86.0 (90,0 m); 17e) |
| Ramona Straub                                               | normale schans (v)  | 8e        | 210.5 pnt (104.4 (98,5 m); 10e - 106.1 (98,5 m); 8e) |
| Carina Vogt                                                 | normale schans (v)  | 5e        | 227.9 pnt (108.6 (97,0 m); 6e - 119.3 (101,5 m); 4e) |

### Shorttrack
| Olympiër      | Onderdeel      | Resultaat | Prestatie                                                 |
| ------------- | -------------- | --------- | --------------------------------------------------------- |
| Anna Seidel   | 500 meter (v)  | KF        | serie 7: 2e (43,742) kwartfinale 2: 4e (44,325)           |
| Anna Seidel   | 1000 meter (v) | series    | serie 6: penalty                                          |
| Anna Seidel   | 1500 meter (v) | HF        | serie 2: 5e, ADV (2.56,976) halve finale 1: 6e (3.00,658) |
| Bianca Walter | 500 meter (v)  | series    | serie 3: 3e (43,541)                                      |
| Bianca Walter | 1000 meter (v) | KF        | serie 1: 3e, ADV (1.36,128) kwartfinale 1: 5e (1.31,085)  |
| Bianca Walter | 1500 meter (v) | series    | serie 5: 5e (2.30,819)                                    |

### Skeleton
| Olympiër             | Onderdeel | Resultaat | Prestatie                               |
| -------------------- | --------- | --------- | --------------------------------------- |
| Alexander Gassner    | mannen    | 9e        | 3.24,10 (51,05 / 51,08 / 51,04 / 50,93) |
| Christopher Grotheer | mannen    | 8e        | 3.24,05 (51,05 / 51,06 / 51,01 / 50,93) |
| Axel Jungk           | mannen    | 7e        | 3.23,60 (50,77 / 51,01 / 50,83 / 50,99) |
|                      |           |           |                                         |
| Anna Fernstädt       | vrouwen   | 6e        | 3.28,04 (51,99 / 52,17 / 51,88 / 52,00) |
| Tina Hermann         | vrouwen   | 5e        | 3.27,98 (51,98 / 52,31 / 51,83 / 51,86) |
| Jacqueline Lölling   | vrouwen   | Zilver    | 3.27,73 (51,74 / 52,12 / 52,04 / 51,83) |

### Snowboarden
| Olympiër                   | Onderdeel                | Resultaat    | Prestatie |
| -------------------------- | ------------------------ | ------------ | --- |
| Johannes Höpfl             | halfpipe (m)             | 23e          | kwalificatie: 53.25 - 59.50 pnt |
| Stefan Baumeister          | parallelreuzenslalom (m) | KF           | kwalificatie: 1.25,37 (42,07 + 43,30); 7e 1/8F: won van AUT Sebastian Kislinger KF: verloor van SLO Žan Košir                                                                              |
| Alexander Bergmann         | parallelreuzenslalom (m) | kwalificatie | kwalificatie: 1.29,25 (46,11 + 43,14); 31e |
| Patrick Bussler            | parallelreuzenslalom (m) | kwalificatie | kwalificatie: 1.26,77 (42,99 + 43,78); 25e |
| Paul Berg                  | snowboardcross (m)       | KF           | plaatsingsronde: 1.14,39 (14e) 1/8F, serie 5: 2e KF, serie 3: niet gefinisht |
| Martin Nörl                | snowboardcross (m)       | 8e           | plaatsingsronde: 1.14,12 (7e) 1/8F, serie 7: 1e KF, serie 4: 1e HF, serie 2: 4e kleine finale: 2e                                                                                          |
| Konstantin Schad           | snowboardcross (m)       | 1/8F         | plaatsingsronde: 1.15,73 - DNS (33e) 1/8F, serie 2: 4e |
|                            |                          |              | |
| Ramona Theresia Hofmeister | parallelreuzenslalom (v) | Brons        | kwalificatie: 1.31,98 (45,36 + 46,62); 5e 1/8F: won van SUI Ladina Jenny KF: won van AUT Ina Meschik HF: verloor van CZE Ester Ledecká om brons: won van OAR Alena Zavarzina               |
| Selina Jörg                | parallelreuzenslalom (v) | Zilver       | kwalificatie: 1.30,27 (44,67 + 45,60); 3e 1/8F: won van OAR Jekaterina Toedegesjeva KF: won van JPN Tomoka Takeuchi HF: won van OAR Alena Zavarzina om goud: verloor van CZE Ester Ledecká |
| Carolin Langenhorst        | parallelreuzenslalom (v) | 1/8F         | kwalificatie: 1.31,58 (45,02 + 46,56); 5e 1/8F: veroor van AUT Ina Meschik |
| Anke Wöhrer                | parallelreuzenslalom (v) | kwalificatie | kwalificatie: 1.34,70 (47,83 + 46,87); 21e |
| Silvia Mittermüller        | slopestyle (v)           | 26e          | 1.00 - DNS |
| Jana Fischer               | snowboardcross (v)       | 1/8F         | kwalificatie: 1.22,92 - DNF (22e) 1/8F, serie 3: 4e |

### IJshockey
| Olympiër | Onderdeel | Resultaat | Prestatie |
| --- | --------- | --------- | --- |
| Sinan Akdağ Danny aus den Birken Daryl Boyle Yasin Ehliz Christian Ehrhoff Dennis Endras Gerrit Fauser Marcel Goc Patrick Hager Frank Hördler Dominik Kahun Marcus Kink Björn Krupp Brooks Macek Frank Mauer Jonas Müller Moritz Müller Marcel Noebels Leonhard Pföderl Timo Pielmeier Matthias Plachta Patrick Reimer Felix Schulz Yannic Seidenberg David Wolf | mannen    | Zilver    | groep C 2 - 5 Finland 0 - 1 Zweden 2 - 1 Noorwegen play-off: 2 - 1 Zwitserland kwartfinale: 4 - 3 Zweden halve finale: 4 - 3 Canada finale: 3 - 4 Olympische atleten uit Rusland |